# Anas Tajaouart
Anas Tajaouart (7 september 2005) is een Marokkaans-Belgisch voetballer die onder contract ligt bij RSC Anderlecht.

## Clubcarrière
Tajaouart begon zijn jeugdopleiding bij FC Jeunesse Molenbeek en stapte in 2013 over naar RSC Anderlecht. Daar ondertekende hij in mei 2022 zijn eerste profcontract. Op 26 februari 2023 maakte hij zijn profdebuut in het shirt van RSCA Futures, het beloftenelftal van Anderlecht dat vanaf het seizoen 2022/23 aantreedt in Eerste klasse B: op de eerste speeldag van de promotie-playoffs liet trainer Guillaume Gillet hem in het 0-0-gelijkspel tegen Beerschot VA in de blessuretijd invallen voor David Hubert. Zijn eerste basisplaats kreeg hij op 21 april 2023 tegen Club NXT (0-0-gelijkspel).
In het seizoen 2023/24 speelde hij mee in 24 van de 30 competitiewedstrijden van de RSCA Futures, waarin hij slechts twee keer invaller was. Toen Amando Lapage in februari 2023 even ontbrak door een schorsing, droeg Tajaouart occasioneel de aanvoerdersband.

## Clubstatistieken
| Seizoen         | Club            | Land            | Competitie      | Competitie | Competitie | Beker | Beker | Supercup | Supercup | Europees | Europees | Totaal | Totaal |
| Seizoen         | Club            | Land            | Competitie      | Wed.       | Dlp.       | Wed.  | Dlp.  | Wed.     | Dlp.     | Wed.     | Dlp.     | Wed.   | Dlp.   |
| --------------- | --------------- | --------------- | --------------- | ---------- | ---------- | ----- | ----- | -------- | -------- | -------- | -------- | ------ | ------ |
| 2022/23         | RSCA Futures    | Vlag van België | Eerste klasse B | 5          | 0          | —     | —     | —        | —        | —        | —        | 5      | 0      |
| 2023/24         | RSCA Futures    | Vlag van België | Eerste klasse B | 24         | 1          | —     | —     | —        | —        | —        | —        | 24     | 1      |
| 2024/25         | RSCA Futures    | Vlag van België | Eerste klasse B | 8          | 0          | —     | —     | —        | —        | —        | —        | 8      | 0      |
| Carrière totaal | Carrière totaal | Carrière totaal | Carrière totaal | 37         | 1          | 0     | 0     | 0        | 0        | 0        | 0        | 37     | 1      |

Bijgewerkt op 22 oktober 2024.
33 Vercauteren ·
34 Bouchouari ·
48 Montegnies ·
50 Barry ·
51 Baouf ·
52 Nicaise ·
53 Colassin ·
59 Vergeylen ·
62 Goto ·
63 Vanhoutte ·
64 Masscho ·
65 Engwanda ·
66 Haentjens ·
67 Moutha-Sebtaoui ·
68 Monticelli ·
69 Ure ·
71 Engwanda ·
73 Lapage ·
74 De Cat ·
77 Mendel-Idowu ·
78 Tajaouart ·
79 Maamar ·
80 Decorte ·
81 Diallo ·
83 Degreef ·
Coach: Coen